# Попелюшка (печера)

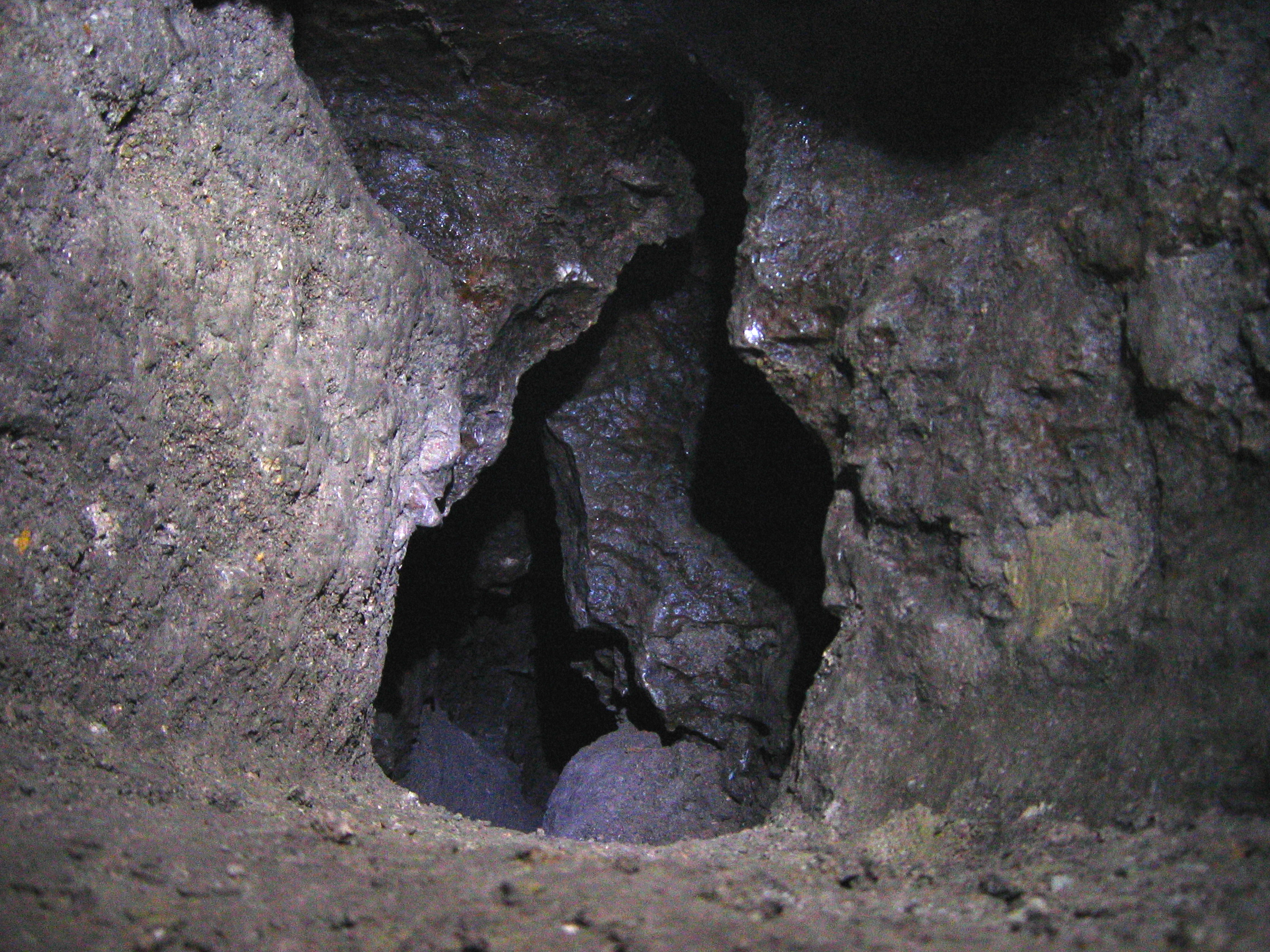
Розкопана частина українського входу в печеру

Попелю́шка — гіпсова печера на території Чернівецької області. Довжина розвіданих ходів — 91 045 м. Це третя за довжиною гіпсова печера в світі.
Вхід в печеру розташований на території Молдови (поблизу села Кріва), тоді як основна її частина розташована на території України. В наш час[коли?] ведуться розкопки входу на українській стороні (у с. Подвірне). В печері є затоплені ділянки (в основному північна та східна частини печери).Відкрили «Попелюшку» тільки 12 березня 1977 року. Українські спелеологи почали вивчення печери в 1977 році, а молдовські дослідники підключилися до них через сім років. У Молдові  ця печера з 1991 року іменується «Еміл Раковіца».
Печера в основному трирівнева. До середини XX століття була заповнена водою. Відрізняється аномально великими розмірами підземних галерей, майже невичерпними запасами спелеоресурсів, унікальними вторинними мінеральними відкладами і утвореннями. Придатна для комплексного використання. Геологічна пам'ятка природи загальнодержавного значення.

Печера «Попелюшка» розглядалась як претендент в конкурсі «Сім природних чудес України».

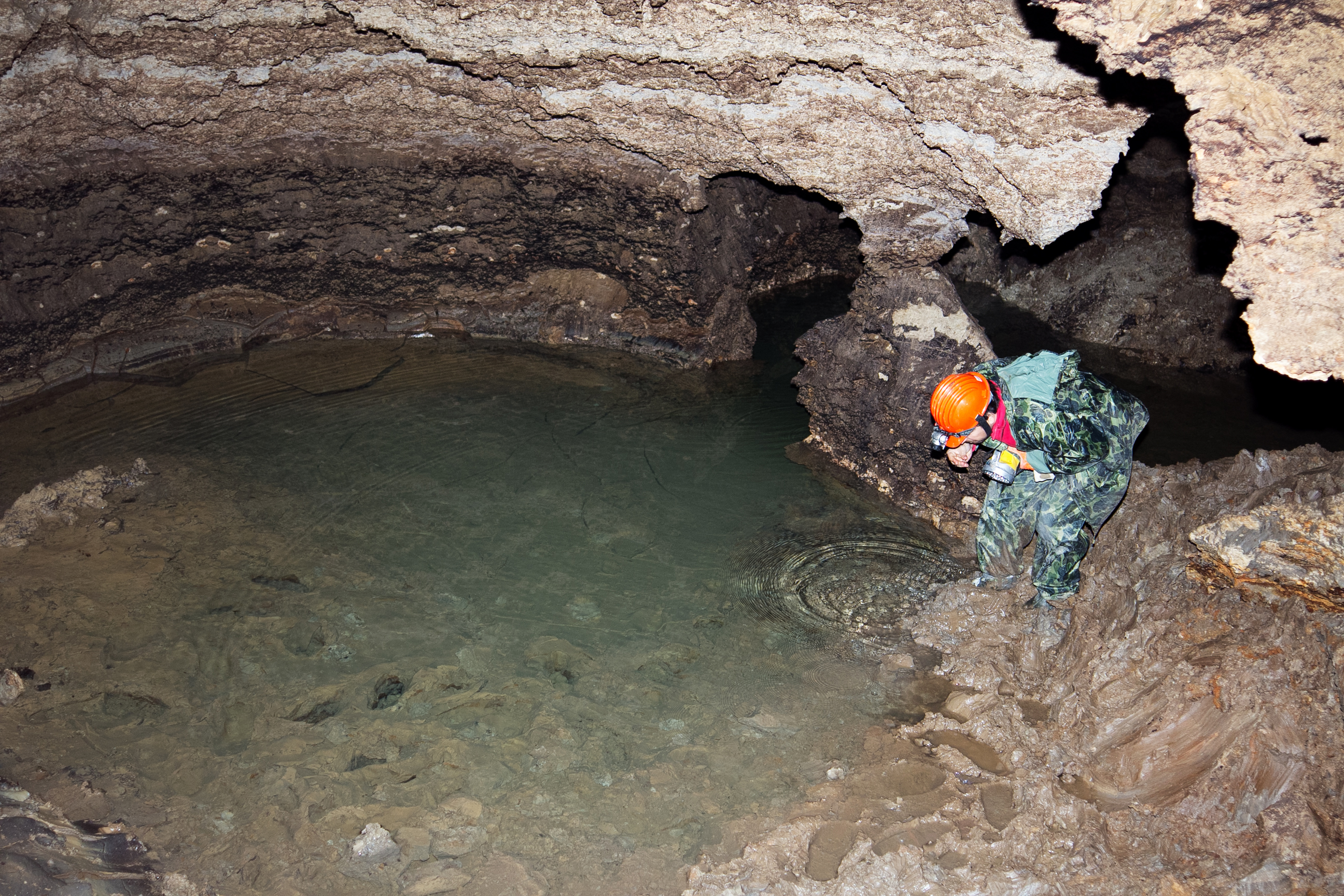
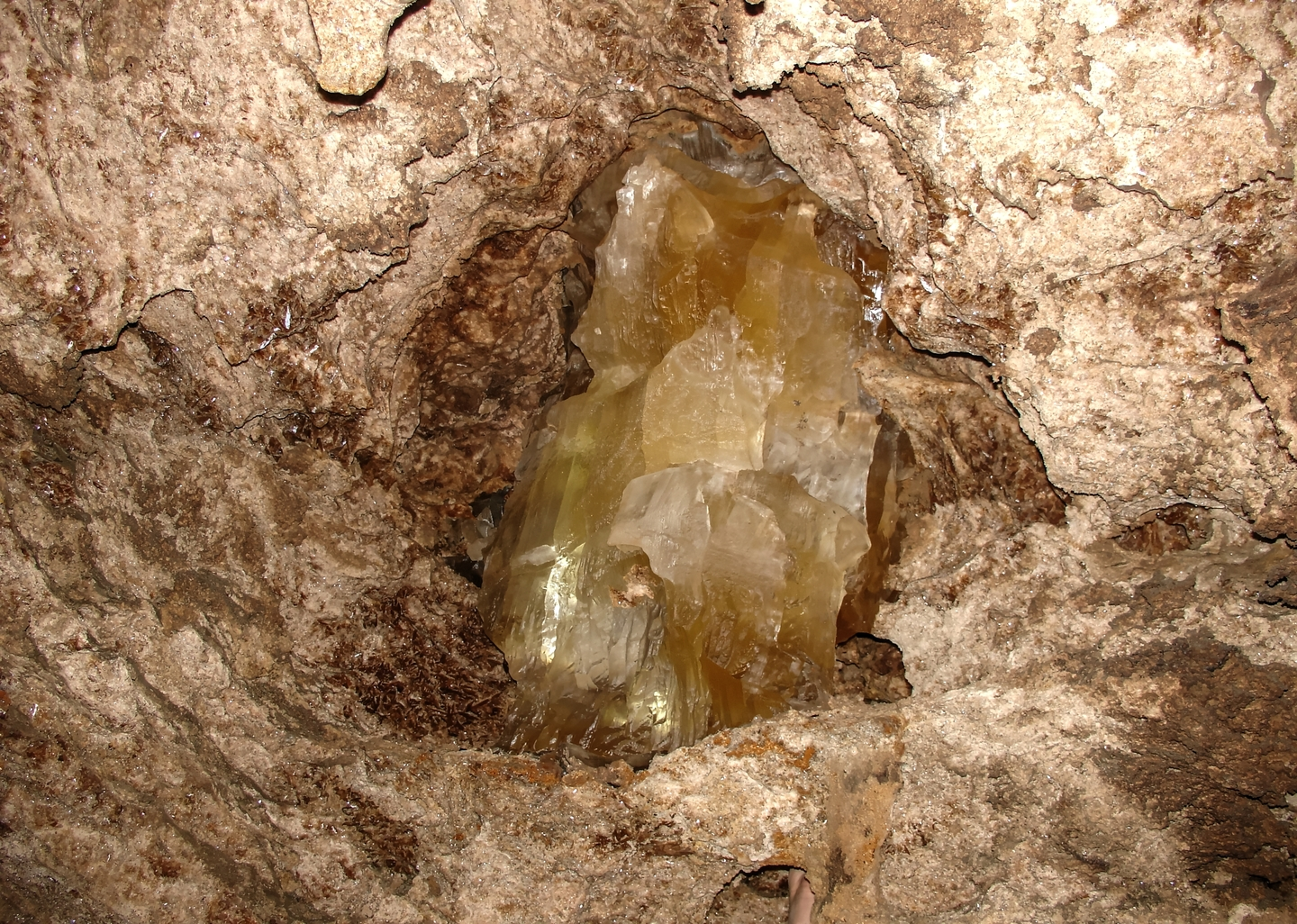
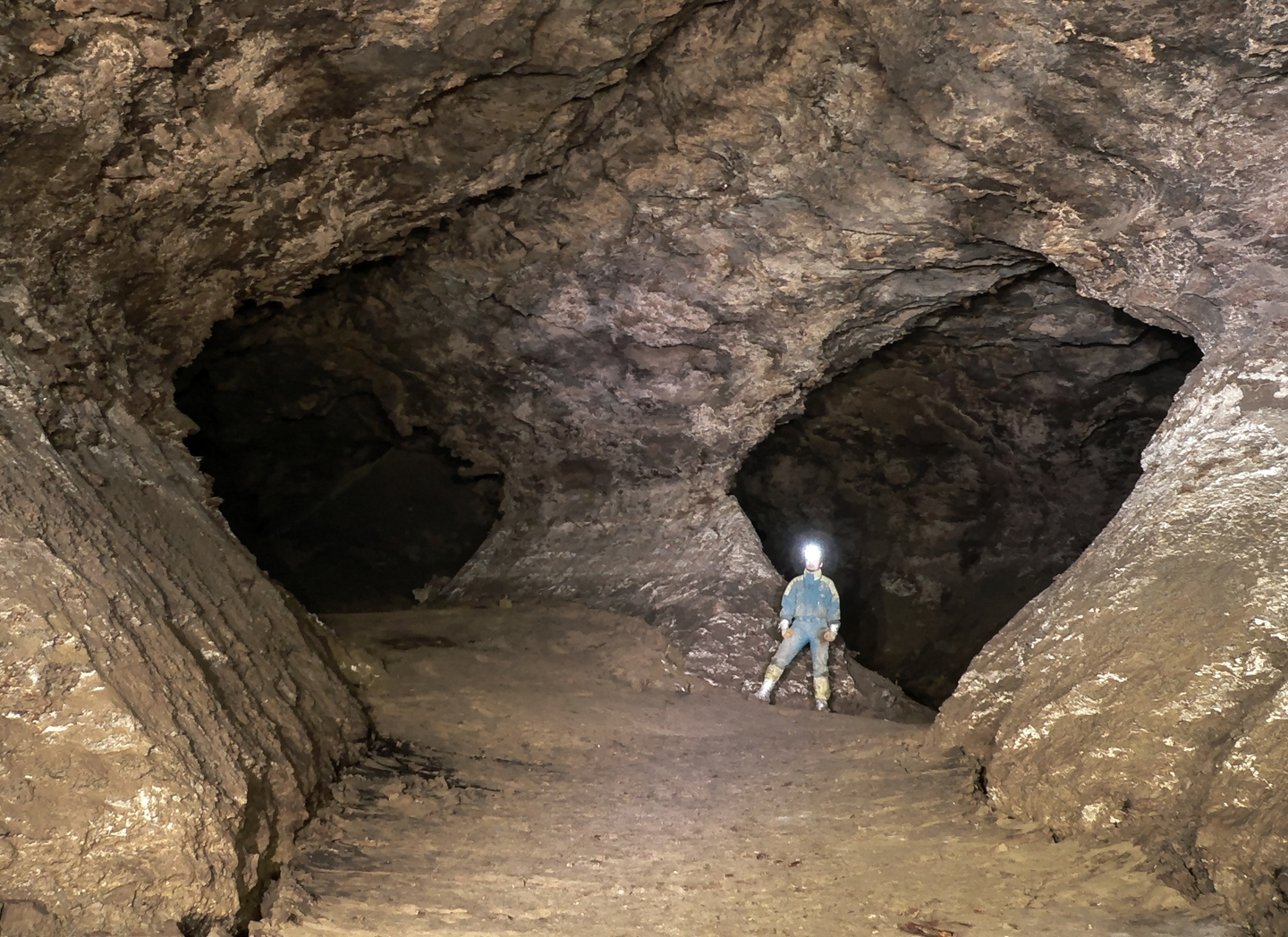